# Set It Off
Set it Off (no Br: Até as Últimas Consequências) é um filme estadunidense de 1996, do gênero ação e drama, dirigido por F. Gary Gray e estrelado por Jada Pinkett Smith, Queen Latifah, Vivica A. Fox e Kimberly Elise. O filme foi sucesso de crítica e bilheteria.

## Sinopse
A vida não tem sido fácil para as quatro afro-americanas Stony, Frankie, Cleo e Tisean. Todas acabam de sofrer grandes perdas, seja na família ou no trabalho, e se sentem sem saída, pois seus recursos financeiros, já limitados, se esgotaram. Juntas, as quatro planejam e realizam o assalto a um banco, cujo dinheiro serviria para começarem vida nova, em outro lugar, porém, um único assalto não é suficiente, a polícia esta fechando o cerco, e tudo começa a dar errado.

## Elenco
- Jada Pinkett Smith - Lida 'Stony' Newsom
- Queen Latifah - Cleopatra 'Cleo' Sims
- Vivica A. Fox - Francesca 'Frankie' Sutton
- Kimberly Elise - Tisean 'T.T.' Williams
- John C. McGinley - Detetive Strode
- Blair Underwood - Keith Weston
- Anna Maria Horsford - Ms. Wells
- Ella Joyce - Detetive Waller
- Charles Robinson - Nate Andrews
- Chaz Lamar Shepherd - Stevie Newsom
- Thomas Jefferson Byrd - Luther
- Dr. Dre - Black Sam

## Recepção
Set It Off teve recepção geralmente favorável por parte da crítica especializada. Com índice de 63% em base de 24 críticas, o Rotten Tomatoes publicou um consenso: "Pode não possuir uma trama original, mas Set It Off é um filme de assalto satisfatório, socialmente consciente, graças em grande parte ao bom desempenho de suas ligações".

## Prêmios e Indicações
1997 Acapulco Black Film Festival
- Best Director - F. Gary Gray (ganhou)
- Best Actress - Queen Latifah (ganhou)
- Best Soundtrack (ganhou)

1997 Independent Spirit Awards
- Best Supporting Female - Queen Latifah (indicada)

1997 NAACP Image Awards
- Outstanding Lead Actress in a Motion Picture - Queen Latifah (indicada)
- Outstanding Lead Actress in a Motion Picture - Jada Pinkett Smith (indicada)
- Outstanding Supporting Actor in a Motion Picture - Blair Underwood (indicado)

1997 Cognac Festival du Film Policie
- Best Director - F. Gary Gray (ganhou)

1997 GLAAD Media Awards
- Outstanding Film (Wide Release) (indicado)

1998 ASCAP Film and Television Music Awards
- Most Performed Songs from Motion Pictures - Andrea Martin e Ivan Matias pela música "Don't Let Go (Love)" (ganhou)

## Trilha Sonora
A trilha sonora foi lançada em 24 de setembro de 1996, pela East West Records. O álbum foi um enorme sucesso, alcançando o quarto lugar na Billboard 200 e sendo certificado com platina. Contou com sete singles "Set It Off", "Don't Let Go (Love)", " Days of Our Livez "," Angel "," Come On "," Let It Go "e" Missing You ". Todos os singles tiveram videoclipes e foram produzidos especialmente para divulgar o filme. A música "Don't Let Go (Love)" do grupo En Vogue, chegou ao segundo lugar da Billboard Hot 100, sendo o maior sucesso do álbum.
1. "Set It Off"- 5:02 (Organized Noize featuring Queen Latifah)
2. "Missing You"- 4:23 (Brandy, Tamia, Gladys Knight & Chaka Khan)
3. "Don't Let Go (Love)"- 4:51 (En Vogue)
4. "Days of Our Livez"- 5:49 (Bone Thugs-n-Harmony)
5. "Sex Is on My Mind"- 4:40 (Blulight)
6. "Live to Regret"- 4:18 (Busta Rhymes)
7. "Angel"- 3:39 (Simply Red)
8. "Name Callin'"- 3:50 (Queen Latifah)
9. "Angelic Wars"- 3:21 (Goodie Mob)
10. "Come On"- 4:09 (Billy Lawrence featuring MC Lyte)
11. "Let It Go"- 4:53 (Ray J)
12. "Hey Joe (Live)"- 4:20 (Seal)
13. "The Heist"- 4:04 (Da 5 Footaz)
14. "From Yo Blind Side"- 4:04 (X-Man featuring H Squad)